# Thitarodes
Thitarodes is een geslacht van motten dat behoort tot de familie der Hepialidae. 

## Soorten
- Thitarodes albipictus - China (Yunnan)
- Thitarodes izanus - Taiwan
- Thitarodes moricanus - China (Tibet)
- Thitarodes baimaensis - China (Yunnan)
- Thitarodes baqingensis - China (Tibet)
- Thitarodes bibelteus
- Thitarodes biruensis
- Thitarodes caligophilus
- Thitarodes callinivalis - China (Yunnan)
- Thitarodes cingulatus - China (Gansu)
- Thitarodes damxungensis - China (Tibet)
- Thitarodes danieli - Nepal
- Thitarodes deqinensis
- Thitarodes dierli - Nepal
- Thitarodes dinggyeensis
- Thitarodes dongyuensis - China
- Thitarodes eberti - Nepal
- Thitarodes ferrugineus - China (Yunnan)
- Thitarodes gonggaensis - China (Sichuan)
- Thitarodes hainanensis
- Thitarodes jiachaensis
- Thitarodes jialangensis - China (Tibet)
- Thitarodes jinshaensis - China (Yunnan)
- Thitarodes kangdingensis - China (Sichuan)
- Thitarodes kangdingroides - China (Kangding, Sichuan)
- Thitarodes latitegumenus
- Thitarodes litangensis - China (Sichuan)
- Thitarodes malaisei - Birma
- Thitarodes mkamensis - China (Tibet)
- Thitarodes meiliensis - China (Yunnan)
- Thitarodes namensis
- Thitarodes namlinensis
- Thitarodes namnai
- Thitarodes nipponensis - Japan
- Thitarodes oblifurcus - China (Qinghai)
- Thitarodes pratensis - China (Yunnan)
- Thitarodes pui
- Thitarodes renzhiensis - China (Yunnan)
- Thitarodes richthofeni - China
- Thitarodes sejilaensis
- Thitarodes sinabesca - China
- Thitarodes vians - China (Tibet)
- Thitarodes viabilis - Verre oosten van Rusland
- Thitarodes vius - Verre oosten van Rusland
- Thitarodes xizangensis - China (Tibet)
- Thitarodes xunhuaensis - China (Qinghai)
- Thitarodes yadongensis
- Thitarodes yeriensis - China (Yunnan)
- Thitarodes yongshengensis
- Thitarodes zaliensis - China (Tibet)
- Thitarodes zhangmoensis - China (Xinjiang)
- Thitarodes zhongzhiensis - China (Yunnan)